# Xanthonia glabra
Xanthonia glabra – gatunek chrząszcza z rodziny stonkowatych, podrodziny Eumolpinae i plemienia Adoxini.
Gatunek ten opisany został w 2002 roku przez Lwa N. Miedwiediewa.
Chrząszcz o ciele długości 2,7 mm, ubarwiony żółtawobrązowo z jaśniejszymi pokrywami. Głowa o trójkątnie wykrojonym przednim brzegu nadustka, rzadko punktowanym czole, silnie wypukłych oczach i czułkach sięgających nieco za barki pokryw. Przedplecze najszersze pośrodku, gdzie jest 1,4 raza szersze niż dłuższe. Pokrywy nieco ku tyłowi rozszerzone, opatrzone 15 regularnymi rządkami punktów i krótkim rządkiem przytarczkowym. Boki przedplecza zaokrąglone, a kąty barkowe pokryw ostre.
Owad znany tylko z filipińskiej wyspy Mindanao, z prowincji South Cotabato.